# Hemihyalea ochreous
Hemihyalea ochreous är en fjärilsart som beskrevs av Meadows 1939. Hemihyalea ochreous ingår i släktet Hemihyalea och familjen björnspinnare. Inga underarter finns listade i Catalogue of Life.